# الکساندر شیمانوفسکی
الکساندر شیمانوفسکی (انگلیسی: Alexander Szymanowski؛ زادهٔ ۱۳ اکتبر ۱۹۸۸) بازیکن فوتبال اهل آرژانتین است.
از باشگاه‌هایی که در آن بازی کرده‌است می‌توان به باشگاه فوتبال بروندبی، باشگاه فوتبال رکریتیوو اوئلوا، و باشگاه فوتبال لگانس اشاره کرد.